# Autoroute A 1 (Marokko)
Die Autoroute A 1 ist eine Autobahn in Marokko. Sie etwa 296 km lang und führt von Safi nach Rabat. Sie wurde 1986 fertiggestellt und ist mautpflichtig.

## Verlauf
Die A 1 beginnt Süden von Rabat, wo sie in die Route nationale 1 übergeht. Von dort auf läuft sie in Küstennähe, wo sie Südlich von Témara auf die Autoroute A 5 trifft. Im Norden von Casablanca zweigt die Autoroute A 101 ab, die ins Zentrum von Casablanca führt. Sie bildet außerdem den Ring um Casablanca. Auf der weiteren Strecke nach Safi umfährt sie noch die Stadt El Jadida, wo sie dann im Osten von Safi an einem Kreisverkehr endet. Geplant ist, die Autobahn bis nach Agadir zu verlängern, um den Süden von Marokko besser zu verbinden.

## Verkehrsaufkommen
| Abschnitt:             | Jahr: | Aufkommen:           |
| ---------------------- | ----- | -------------------- |
| Rabat – Casablanca     | 2015  | 54.946 Fahrzeuge/Tag |
| Rabat – Casablanca     | 2016  | 59.000 Fahrzeuge/Tag |
| Casablanca – El Jadida | 2015  | 14.070 Fahrzeuge/Tag |
| Casablanca – El Jadida | 2016  | 15.209 Fahrzeuge/Tag |

## Abzweige
Die A 1 besitzt drei Abzweige, die in verschiedene Städte abgehen. Sie sind dreistellig und beginnen mit 101 und enden mit 103. Sie befinden sich in den Städten: Nord-Casablanca (A 101), Süd-Casablanca (A 102), und El Jadida (A 103).

## Galerie

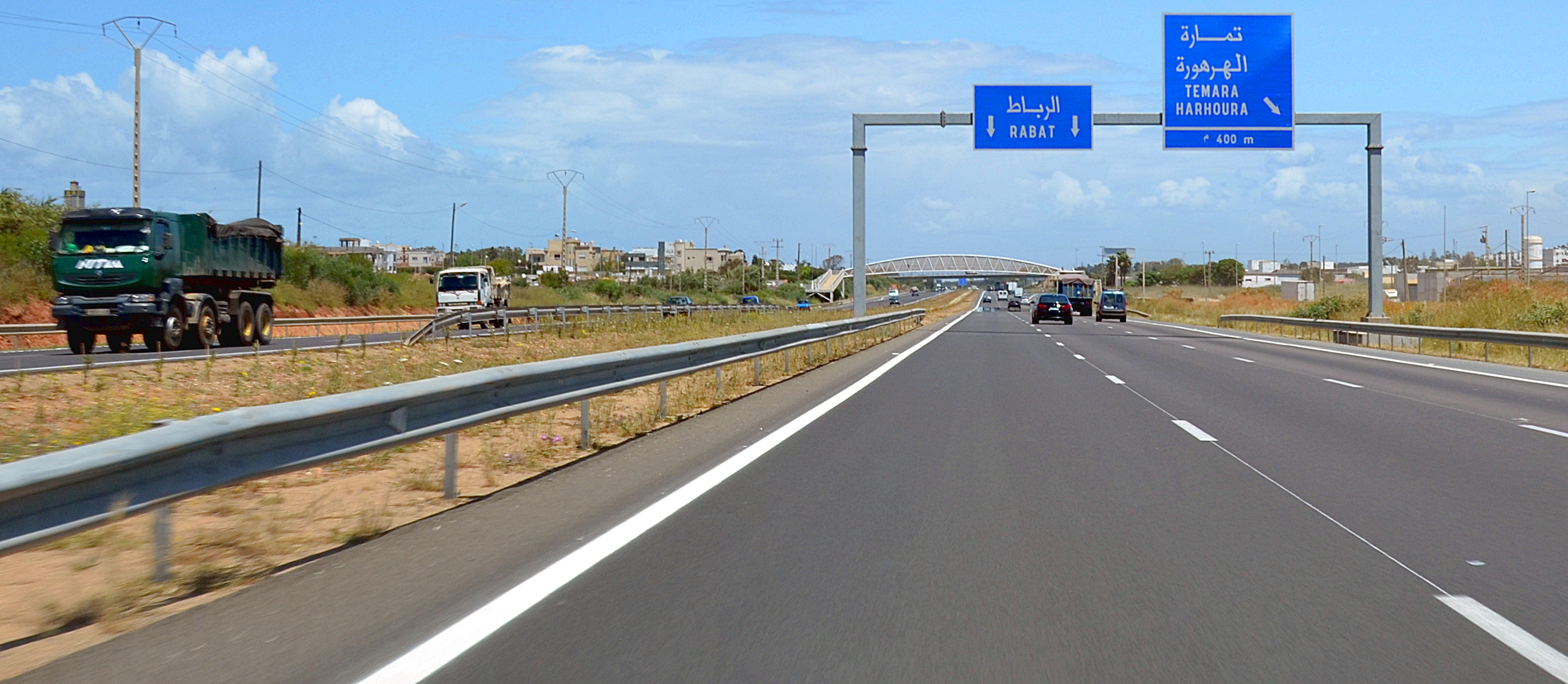
Die A1 bei Témara, südlich von Rabat.
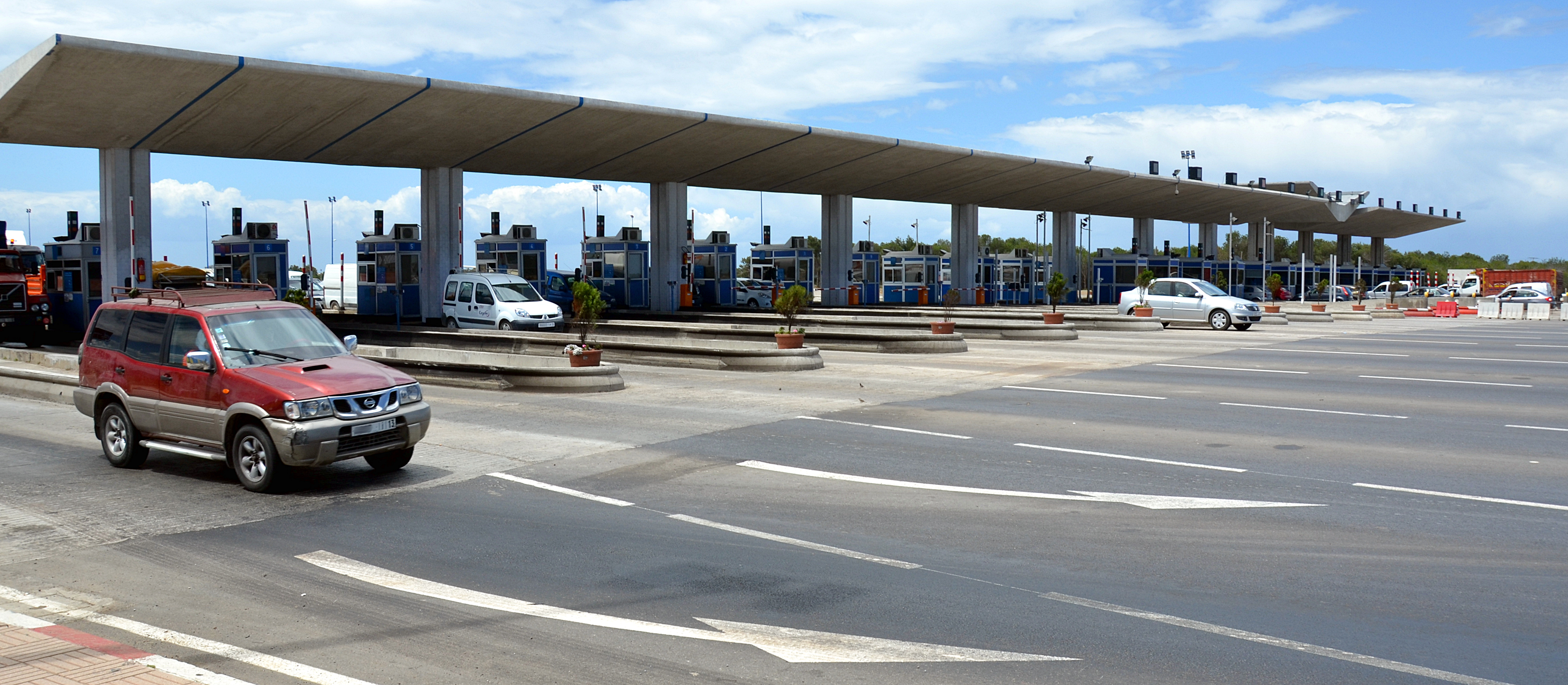
Die Mautstelle bei Bouznika.
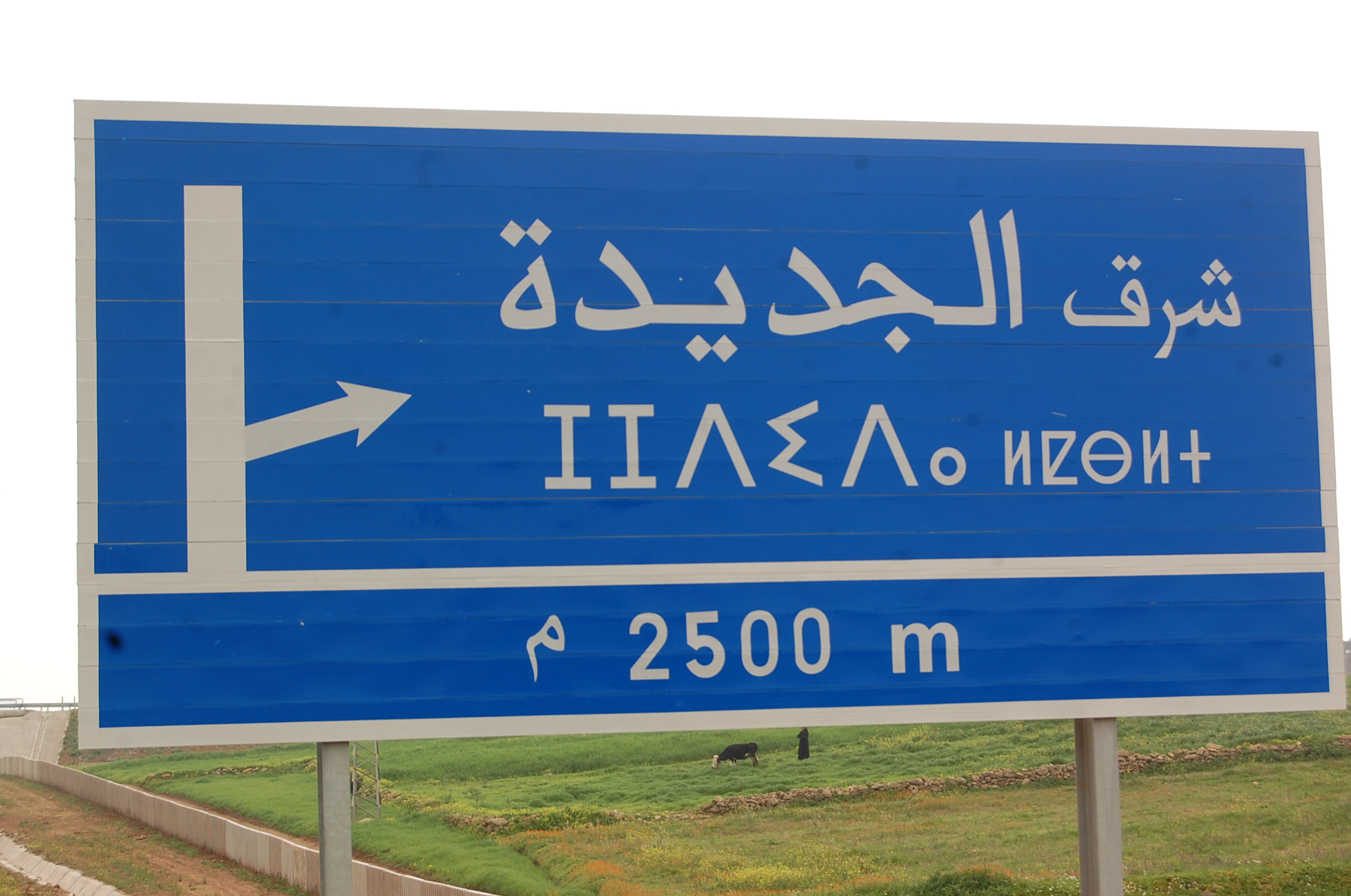
Die Ausfahrt El Jadida-Est.